# زدایش خشک
زُدایش خشک (به انگلیسی: Dry Etching) یا اچینگ خشک  یکی از روش‌های لایه‌برداری و کَنده‌کاری از روی سطح ماده است. در این روش سطح ماده مورد نظر در معرض بمباران یون‌ها (معمولاً پلاسمای گازهای فعال مانند فلوئوروکربن، اکسیژن، کلر و تری کلرید بور؛ گاهی همراه با نیتروژن، آرگون و هلیوم و گازهای دیگر) قرار می‌گیرد که باعث می‌شود بخشی از سطح که در معرض بمباران بوده از بین برود. یکی از مدل‌های زُدایش خشک زُدایش یون فعال است. برخلاف برخی از مدل‌های زُدایش مرطوب که ایزوتروپیک است و زُدایش را در همه جهت‌ها انجام می‌دهد، زُدایش خشک ناهمسان‌گرد است و با توجه به صفحات شبکه بلوری اتم‌ها فرایند زُدایش را انجام می‌دهد. با قرار دادن یک الکترود ساطع کننده فرکانس رادیویی و پایین آوردن فشار یونش گازها انجام می‌شود. حرکت تصادفی یون‌ها و برخورد آن‌ها به سطح مورد نظر منجر به وقوع واکنش‌های شیمیاییی می‌شود که ماده را از بین می‌برد. دو نوع از روش‌های زُدایش خشک روش زُدایش یون فعال و زُدایش یون فعال عمیق است.
در روش یون فعال، ویفر ماده مورد نظر در قسمت پایین یک محفظهٔ خلأ قرار گرفته‌است. گاز مورد نظر از طریق ورودی‌های کوچک از بالا وارد محفظه می‌شوند و از طریق یک مکنده در پایین محفظه خارج می‌شوند. پلاسما در محفظه با استفاده از یک میدان الکترومغناطیسی قوی RF ایجاد می‌شود. میدان الکتریکی در حال نوسان شروع به یونیدن مولکول‌های گازی کرده و پلاسما را تولید می‌کند. در روش زُدایش عمیق، امکان نفوذ عمیق به درون ویفر و ایجاد گودال‌هایی با دیواره‌های شیبدار و دقیق وجود دارد. این روش برای سامانه‌های میکروالکترومکانیکی توسعه پیدا کرد اما امروزه در شاخه‌های مختلف دیگر نیز مورد استفاده است. در این روش امکان حفر گودال‌هایی با دیوارهای ۹۰ درجه فراهم شده‌است.

## کاربردها

مقایسه نتیجه زُدایش به روش مرطوب (وسط) و روش خشک (پایین). دیواره‌های لایه دی‌اکسید سیلیکن در روش خشک با دقت بالا و به‌طور عمود اچ شده‌اند.

زُدایش خشک به‌طور ترکیبی با روش طرح‌نگارنوری قسمت‌های مشخصی از سطح یکنیم‌رسانا را هدف قرار می‌دهد به این منظور که در آن شکاف و حفره ایجاد کند. این روش به‌طور خاص مناسب مواد و نیم‌رساناهایی است که از نظر شیمیایی مقاوم هستند و برای آن‌ها نمی‌توان از روش زُدایش مرطوب استفاده کرد که در آن ماده در یک حمام ماده شیمیایی خورنده قرار می‌گیرد و در قسمت‌های به خصوصی ایجاد شکاف و حفره می‌کند. از جمله مواد مقاوم به روش زُدایش مرطوب می‌توان به کاربید سیلیسیم و نیترید گالیم اشاره کرد.
در جدول زیر روش زُدایش مرطوب و زُدایش خشک مقایسه شده‌اند.
| زُدایش مرطوب          | زُدایش خشک                       |
| -------------------- | ------------------------------- |
| امکان تعیین عمق حفره | امکان شروع و اتمام آسان فرایند  |
| عدم آسیب به زیرلایه  | حساسیت کمتر به تغییرات کوچک دما |
| ارزان‌تر              | امکان تکرار بیشتر               |
| کندتر                | سریع‌تر                          |
|                      | امکان ایجاد سطوح ناهمسانگرد     |
|                      | آزاد کردن ذرات کمتری در محیط    |